# Habitación maldita
La Habitación Maldita es un escenario de la saga de películas de terror Saw.

## Características
Funcionamiento
Es una sala con muy poca iluminación, con una tenue luz verde iluminándola. Se encuentra rodeada de computadoras y una trampa muy ingeniosa en el centro, en la que se encuentran Mark Hoffman sentando y Eric Matthews colgado, con un bloque de hielo a sus pies. Todo esto encima de una plataforma que se mueve con los movimientos bruscos. A medida que va pasando el tiempo, el bloque de hielo se va derritiendo, provocando que el suelo de Hoffman se vaya llenando de agua. Si Eric intenta moverse violentamente, la plataforma se deslizara hacia un lado, haciendo que el agua caiga y se dirija directamente a una barrera de alto voltaje, lo cual provocaría la electrocución de ambos. En la puerta se encuentra un contador que va retrocediendo, empezando en los 90 minutos.
Luego de que ambos despiertan y se dan cuenta de su situación, hace aparición en la habitación un individuo llamado Art Blanc, el cual debe vigilar que Eric no intente matarse, observar los monitores y entregarle un revólver con una bala a Matthews, ya que es parte de las reglas de Jigsaw. Una vez que Art entra en la Habitación, activa la segunda trampa de esta. Si se intenta de abrir la puerta de la habitación antes de que el contador llegue a cero, dos bloques de hielo aplastarán la cabeza de Eric. Este se asusta al darse cuenta de la trampa y le pregunta a Art quien vendrá por esa puerta , pero este no le responde.
En el clímax de la película, Rigg llega hasta la puerta de la Habitación Maldita, pero ya que aún quedan unos segundos para que el contador llegue a cero, Eric le grita desesperadamente desde adentro que no entre, pero este creyendo que su amigo se encuentra en peligro, se dispone a derribar la puerta. Eric, en un último intento por detener a su colega, le dispara con el revólver, pero esto no impide que Rigg entre en la habitación cuando justo quedaba un segundo en el contador para llegar a cero. Ya que Rigg falla su prueba final, se activa la trampa de la habitación, dejando caer los dos bloques de hielo sobre la cabeza de Eric, provocándole una brutal muerte. 
Art debía presionar un botón que los liberaría a todos cuando el contador llegara a cero, pero debido a que Rigg entra antes, Art empieza a gritarle que todo esto es obra de Jigsaw, pero Rigg le dispara en el tórax creyendo que es el psicópata. Una vez que Rigg y Art están en el suelo debido a los disparos que recibieron, empiezan a insultarse. Rigg grita que aún tenía tiempo para salvar a todos, y Art le grita que es un estúpido por haber abierto la puerta. Art trata de explicarle todo a Rigg, mostrándole una grabación de Jigsaw, pero Rigg se asusta creyendo que Art sacaría algún elemento peligroso, y le dispara en la cabeza, matándolo. La grabación de Jigsaw se activa y este le cuenta a Rigg que lo único que debía hacer para salvar a su amigo era esperar, y como no había podido hacerlo debido a su obsesión por salvar a todos, había provocado la muerte de este, fallando su prueba final.
Cuando la grabación se termina, Mark Hoffman se desamarra de su silla, se levanta y se dirige a Rigg, revelando que es un ayudante de Jigsaw. Una vez que Hoffman le dice a Rigg que el juego ha terminado, se va de la habitación, cerrando la puerta.

## Apariciones
La Habitación Maldita aparece en Saw IV
- Datos: Q5548730